# Henrik Stoopendaal
Wilhelm Johan Henrik Stoopendaal, född 15 juni 1846 i Mariestad, död 19 oktober 1906 i New York, var en svensk-amerikansk målare.
Han var son till fabrikören och konstnären Henrik Wilhelm Stoopendaal och Charlotta Amalia Pearl samt bror till Ferdinand Stoopendaal och Georg Stoopendaal och farbror till Curt Nyström-Stoopendaal och Mosse Stoopendaal samt morbror till Philip von Saltza. Stoopendaal växte upp i Linköping och utvandrade till Amerika 1861. Där medverkade han i det Amerikanska inbördeskriget och tilldelades några utmärkelser för sina insatser. Han återvände till Sverige i slutet av 1860-talet med avsikt att stanna men 1889 utvandrade han definitivt och bosatte sig i Connecticut där han var verksam som konstnär.